# 백찬기 (정치인)
백찬기(白璨基, 1932년 6월 18일~2010년 12월 11일)는 대한민국의 정치인이다. 제11·13대 국회의원을 지냈다.

## 학력
- 마산상업고등학교 졸업
- 국립부산대학교 문리대 경제학과졸업
- 국립서울대학교 행정대학원 정책발전과정 17기

## 경력
- 국회 의정동우회 원내총무
- 국회 남북고위대표자 회담 한국대표
- 국회 올림픽 특별위원회 위원
- 국회 엑스포 특별위원회 간사
- 국회 교체위원회 간사
- 마산시 시정자문위원회 위원장
- 경남매일신문 수석 인수위원장
- 대한민국헌정회 이사
- 성남시 시설관리공단 이사장

## 역대 선거 결과
|  | 14.17% |

|  | 23.63% |

|  | 22.50% |

|  | 21.29% |

|  | 48.02% |

|  | 47.24% |